# Berenguer d'Elna
Berenguer d'Elna o Berenguer de Cerdanya-Besalú (?, segle X— Albesa, 1003), va ser bisbe d'Elna (993-1003). Era fill del comte Oliba Cabreta (920 - 990) i la seva esposa, Ermengarda d'Empúries (? -994). Els seus germans foren Bernat I de Besalú (970-1020), Guifré II de cerdanya (970?-1050), Oliba (971- 1046), bisbe de Vic i abat de Santa Maria de Ripoll i Adelaida (? – 1024).
Consta que com a bisbe d'Elna consagrà el novembre del 993 les esglésies de Sant Esteve de Riuferrer i Sant Martí de Riuferrer. L'any 1000 actuà com a testimoni, juntament amb els seus germans Oliba i Guifré, en la donació que Bernat Tallaferro feu a Cuixà del monestir de Sant Pau de Monisat en el Fenollet. Va morir en la batalla d'Albesa esdevinguda el 20 de febrer de 1003 entre l'exèrcit dels comtes Ramon Borrell de Barcelona i Ermengol I d'Urgell contra l'exèrcit musulmà d'Abd al-Malik al-Muzaffar.